# سوراتا
سوراتا (به اسپانیایی: Sorata) یک منطقهٔ مسکونی در بولیوی است که در Sorata Municipality واقع شده‌است. سوراتا ۲٬۲۱۷ نفر جمعیت دارد و ۲٬۶۷۸ متر بالاتر از سطح دریا واقع شده‌است.